# Matthieu Chalmé
Matthieu Chalmé (Bruges, Francia, 7 de octubre de 1980) es un exfutbolista francés. Jugaba de defensa.

## Biografía
Matthieu Chalmé, que actuá de defensa por la banda derecha, empezó su carrera futbolística en las categorías inferiores del FC Libourne. 
En 2002 firma un contrato profesional con el Lille OSC. Su debut en la Ligue 1 se produjo el 3 de agosto en el partido Lille OSC 0-3 Girondins. Con este equipo gana la Copa Intertoto de la UEFA en 2004, lo que le permite participar en la Copa de la UEFA esa temporada. Al año siguiente su club realiza una muy buena temporada, quedando segundo en la Ligue 1 por detrás del Olympique Lyonnais.
El 3 de julio de 2007 se marcha a jugar a su actual club, el Girondins de Burdeos, equipo que tuvo que realizar un desembolso económico de 1,5 millones de euros para poder ficharlo. En 2008 queda segundo en el campeonato de liga, y ese mismo verano conquista la Supercopa de Francia.

## Clubes
| Club                               | País    | Año       |
| ---------------------------------- | ------- | --------- |
| Lille OSC                          | Francia | 2002-2007 |
| Girondins de Burdeos               | Francia | 2007-2013 |
| Athletic Club Ajaccien             | Francia | 2013-2014 |
| Football Club Girondins de Burdeos | Francia | 2014      |
| US Lège Cap-Ferret                 | Francia | 2015      |

## Títulos
- 1 Copa Intertoto de la UEFA (Lille OSC, 2004).
- 1 Supercopa de Francia (Girondins de Burdeos, 2008).